# Jaflong

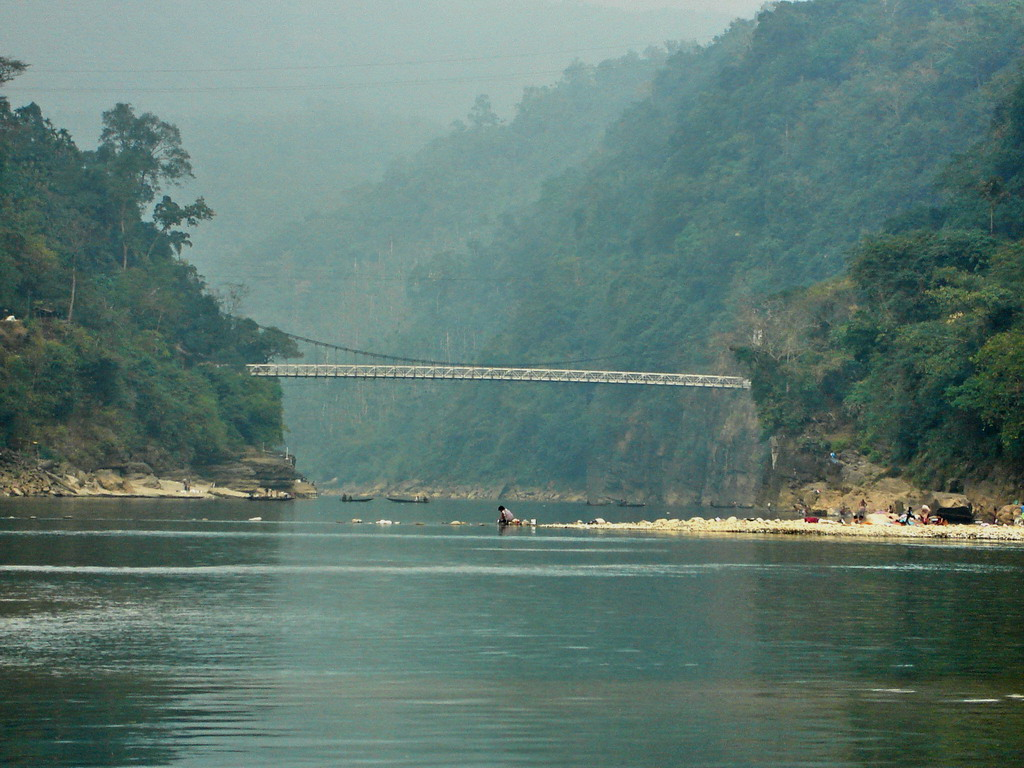
Floden Piyain i Jaflong, Sylhet

Jaflong är en bergsstation och turistdestination i provinsen Sylhet i östra Bangladesh. Den är belägen i Gowainghat i distriktet Sylhet vid gränsen mellan Bangladesh och den indiska delstaten Meghalaya. Området består av subtropiska berg och regnskogar. Jaflong är känt för sina stensamlingar och utgör hem åt khasistammen.